# Nahié
Une nahié (de l'arabe ناحية, nāḥiya /ˈnæːħijːæ/, pluriel نواحي, nawāḥī /næˈwæːħiː/ ; en turc : nahiye), dans certains pays musulmans,  est une division administrative de proximité englobant plusieurs villages et, parfois, une petite ville. C'est, dans le cas de la Syrie, l'équivalent d'un canton en France.

## Définition
Dans les pays arabophones suivants, il s'agit
- en Syrie, d'un échelon administratif inférieur à la mintaka ;
- en Irak, d'un échelon administratif inférieur à la mintaka ;
- en Jordanie, d'un échelon administratif inférieur à la mouhafaza ;
- au Liban, d'un échelon administratif de proximité inférieur à la mouhafaza.

Dans ces pays turcophones, il s'agit
- pour l'Empire ottoman, d'un échelon administratif inférieur à la caza ;
- au Tadjikistan, d'un échelon administratif inférieur au viloyat et supérieur au jamoat et aux villages.